# Lista jocurilor video pentru SNES
Aceasta este o listă a aproximativ 750 de jocuri video pentru Super Nintendo Entertainment System (o consolă de jocuri din anii '90, care se abreviază cu SNES), listă organzată alfabetic după numele jocului..
În principiu este o listă de lansări Nord-Americane și Europene în care se indică data lansării și firmele ce le-au publicat. De cele mai multe ori lansarea în Europa venea după mai multe luni (sau câteodată nici nu apărea) și era publicată de obicei de o diferită companie.
Pentru o listă a jocurilor pentru Super Famicom în Japonia vezi:  . Toate jocurile traduse din limba japoneză de fani care nu au fost lansate în America de Nord și/sau Europa vor fi acolo.
Vezi și Lista jocurilor video.

| Titlu | Producători | Editori | Data lansării |
| ----- | ----------- | ------- | ------------- |

## 0-9
| Titlu                           | Producător         | Editor         | Data lansării  |
| ------------------------------- | ------------------ | -------------- | -------------- |
| 3 Ninjas Kick Back              | Malibu Interactive | Sony Imagesoft | Noiembrie 1994 |
| 7th Saga, The (doar în America) | Produce            | Enix           | August 1993    |

## A
| Titlu                                                | Producător                    | Editor           | Data lansării   |
| ---------------------------------------------------- | ----------------------------- | ---------------- | --------------- |
| A.S.P.: Air Strike Patrol (Desert Fighter in Europe) | Seta                          | Seta             | Ianuarie 1995   |
| AAAHH!!! Real Monsters                               | Realtime Associates           | Viacom New Media | Octombrie 1995  |
| ABC Monday Night Football                            | Data East                     | Data East        | 1993            |
| Accele Brid                                          | Tomy                          | Tomy             | Noiembrie 1993  |
| ACME Animation Factory                               | Probe Software                | Sunsoft          | Noiembrie 1994  |
| ActRaiser                                            | Quintet                       | Enix             | Noiembrie 1991  |
| ActRaiser 2                                          | Quintet                       | Enix             | Noiembrie 1993  |
| Addams Family, The                                   | Ocean Software                | Ocean Software   | Martie 1992     |
| Addams Family, The: Pugsley's Scavenger Hunt         | Ocean Software                | Ocean Software   | Februarie 1993  |
| Addams Family Values                                 | Ocean Software                | Ocean Software   | Aprilie 1995    |
| Adventures of Batman & Robin, The                    | Konami                        | Konami           | Ianuarie 1995   |
| Adventures of Dr. Franken, The                       | Motivetime Limited            | DTMC Inc         | Ianuarie 1994   |
| Adventures of Kid Kleets, The                        | Krisalis Software Ltd         | Ocean Software   | August 1994     |
| Adventures of Rocky & Bullwinkle and Friends, The    | Imagineering                  | T*HQ             | Iulie 1993      |
| Adventures of Yogi Bear                              | Empire Software & Blue Turtle | Cybersoft        | Octombrie 1994  |
| Aero Fighters                                        | Video System                  | McO'River, Inc.  | Noiembrie 1994  |
| Aero the Acro-Bat                                    | Iguana Entertainment          | Sunsoft          | Noiembrie 1993  |
| Aero the Acro-Bat 2                                  | Iguana Entertainment          | Sunsoft          | Noiembrie 1994  |
| Aerobiz                                              | Koei                          | Koei             | Februarie 1993  |
| Aerobiz Supersonic                                   | Koei                          | Koei             | Septembrie 1994 |
| Air Cavalry                                          | Synergistic Software          | Cybersoft        | Aprilie 1995    |
| Al Unser Jr.'s Road to the Top                       | Radical Entertainment         | Mindscape        | Noiembrie 1994  |
| Aladdin                                              | Capcom                        | Capcom           | Aprilie 1994    |
| Alien³                                               | Probe Software                | Acclaim          | Iunie 1993      |
| Alien vs Predator                                    | IGS Corp                      | Activision       | Iulie 1993      |
| American Gladiators                                  | Imagitec Design Inc           | GameTek          | Mai 1993        |
| American Tail, An: Fievel Goes West                  | Hudson Soft                   | Hudson Soft      | August 1994     |
| Andre Agassi Tennis                                  | Radiance Software             | TecMagik         | Martie 1994     |
| Animaniacs                                           | Konami                        | Konami           | Decembrie 1994  |
| Arcade's Greatest Hits: The Atari Collection 1       | Digital Eclipse Software      | Midway           | 1996            |
| Arcana                                               | HAL Laboratory                | HAL America      | Mai 1992        |
| Archer Maclean's Dropzone (doar în Europa)           | Eurocom                       | Psygnosis        | Ianuarie 1995   |
| Ardy Lightfoot                                       | ASCII                         | Titus Software   | Ianuarie 1996   |
| Arkanoid: Doh it Again                               | Taito                         | Nintendo         | Octombrie 1997  |
| Art of Fighting                                      | SNK                           | Takara           | Ianuarie 1994   |
| Asterix (doar în Europa)                             | Infogrames                    | Infogrames       | 1993            |
| Asterix & Obelix (doar în Europa)                    | Infogrames                    | Infogrames       | 1995            |
| Axelay                                               | Konami                        | Konami           | Septembrie 1992 |

## B
| Titlu                                          | Producător                              | Editor                 | Data lansării   |
| ---------------------------------------------- | --------------------------------------- | ---------------------- | --------------- |
| B.O.B.                                         | Gray Matter                             | Electronic Arts        | Mai 1993        |
| Ballz 3D                                       | PF Magic                                | Accolade               | Noiembrie 1994  |
| Barbie Super Model                             | Software Creations                      | Hi Tech Expressions    | Februarie 1994  |
| Barkley Shut Up and Jam!                       | Accolade                                | Accolade Sport         | Mai 1994        |
| Bass Masters Classic                           | Malibu Games                            | Malibu Games           | Iunie 1995      |
| Bass Masters Classic Pro Edition               | Black Pearl                             | Black Pearl            | Iulie 1996      |
| Bassin's Black Bass with Hank Parker           | Starfish Inc.                           | Hot-B                  | Decembrie 1994  |
| Batman Forever                                 | Probe Entertainment                     | Acclaim                | Octombrie 1995  |
| Batman Returns                                 | Konami                                  | Konami                 | Aprilie 1993    |
| Battle Blaze                                   | American Sammy                          | American Sammy         | Ianuarie 1993   |
| Battle Cars                                    | Namco                                   | Namco                  | Decembrie 1993  |
| Battle Clash                                   | Intelligent Systems                     | Nintendo               | August 1992     |
| Battle Grand Prix                              | Hudson Soft                             | Hudson Soft            | Aprilie 1993    |
| Battletoads & Double Dragon: The Ultimate Team | Rare                                    | Tradewest              | Decembrie 1993  |
| Battletoads in Battlemaniacs                   | Rare                                    | Tradewest              | Mai 1993        |
| Bazooka Blitzkrieg                             | Bandai                                  | Bandai                 | Noiembrie 1992  |
| Beauty and the Beast                           | Hudson Soft                             | Hudson Soft            | Iunie 1994      |
| Beavis and Butt-head                           | Realtime Associates                     | Viacom New Media       | Noiembrie 1994  |
| Bebe's Kids                                    | Radical Entertainment & Motown Software | Mandingo Entertainment | Ianuarie 1994   |
| Beethoven's 2nd                                | Riedel Software Productions             | Hi Tech Expressions    | Ianuarie 1994   |
| Best of the Best: Championship Karate          | Loriciel                                | Electro Brain          | 1994            |
| Big Sky Trooper                                | LucasArts                               | JVC                    | Noiembrie 1995  |
| Biker Mice From Mars                           | Konami                                  | Konami                 | Decembrie 1994  |
| Bill Laimbeer's Combat Basketball              | Hudson Soft                             | Hudson Soft            | Noiembrie 1991  |
| Bill Walsh College Football                    | EA Sports                               | Visual Concepts        | Aprilie 1994    |
| Biometal                                       | Athena                                  | Activision             | Decembrie 1993  |
| Blackthorne (Blackhawk in Europe)              | Blizzard Entertainment                  | Interplay              | Septembrie 1994 |
| Blazeon: The Bio-Cyborg Challenge              | AI                                      | Atlus                  | Octombrie 1992  |
| Blues Brothers, The                            | Titus Software                          | Titus Software         | Mai 1993        |
| Bonkers                                        | Capcom                                  | Capcom                 | Octombrie 1994  |
| Boogerman: A Pick and Flick Adventure          | Interplay                               | Interplay              | Noiembrie 1995  |
| Boxing Legends of the Ring                     | Sculptured Software                     | Electro Brain          | Septembrie 1993 |
| Brain Lord                                     | Produce!                                | Enix                   | Octombrie 1994  |
| Brainies, The                                  | Titus Software                          | Titus Software         | Iunie 1996      |
| Bram Stoker's Dracula                          | Psygnosis                               | Sony Imagesoft         | August 1993     |
| Brandish                                       | Nihon Falcom                            | Koei                   | Martie 1995     |
| Brawl Brothers                                 | Jaleco                                  | Jaleco                 | Februarie 1993  |
| BreakThru!                                     | Artech Digital Entertainment            | Spectrum Holobyte      | Ianuarie 1995   |
| Breath of Fire                                 | Capcom                                  | Squaresoft             | Iulie 1994      |
| Breath of Fire II                              | Capcom                                  | Capcom                 | Decembrie 1995  |
| Brett Hull Hockey                              | Radical Entertainment                   | Accolade               | Ianuarie 1994   |
| Brett Hull Hockey '95                          | Team R                                  | Accolade Sport         | Ianuarie 1995   |
| Bronkie the Bronchiasaurus                     | Lane Roathe                             | Raya Systems           |                 |
| Brunswick World: Tournament of Champions       | Tiertex                                 | T*HQ                   | August 1997     |
| Brutal: Paws Of Fury                           | Eurocom                                 | GameTek                | Decembrie 1994  |
| Bubsy II                                       | Accolade                                | Accolade               | Octombrie 1994  |
| Bubsy in: Claws Encounters of the Furred Kind  | Accolade                                | Accolade               | Iunie 1993      |
| Bugs Bunny in Rabbit Rampage                   | Sunsoft                                 | Sunsoft                | Februarie 1994  |
| Bulls versus Blazers                           | Electronic Arts                         | EA Sports Network      | Decembrie 1992  |
| Bust-A-Move                                    | Taito                                   | Taito                  | Aprilie 1995    |

## C
| Titlu                                                                  | Producător              | Editor                         | Data lansării   |
| ---------------------------------------------------------------------- | ----------------------- | ------------------------------ | --------------- |
| Cacoma Knight in Bizyland                                              | Seta                    | Seta                           | Iunie 1993      |
| Cal Ripken Jr. Baseball                                                | Mindscape               | Mindscape                      | Decembrie 1992  |
| California Games 2                                                     | Silicon Sorcery         | DTMC Inc                       | Decembrie 1992  |
| Cannondale Cup                                                         | Radical Entertainment   | American Softworks             | Noiembrie 1994  |
| Cannon Fodder (doar în Europa)                                         | Sensible Software       | Virgin Interactive             | 1994            |
| Capcom's MVP Football                                                  | Equilibrium             | Capcom                         | Octombrie 1992  |
| Capcom's Soccer Shootout                                               | Capcom                  | Capcom                         | Iulie 1994      |
| Captain America and the Avengers                                       | Mindscape               | Mindscape                      | Ianuarie 1994   |
| Captain Commando                                                       | Capcom                  | Capcom                         | August 1995     |
| Captain Novolin                                                        | Sculptured Software     | Raya Systems                   | Noiembrie 1992  |
| Carrier Aces                                                           | Synergistic Software    | Cybersoft                      | Februarie 1995  |
| Casper                                                                 | Absolute Entertainment  | Natsume                        | Ianuarie 1997   |
| Castlevania: Dracula X (Castlevania: Vampire's Kiss in Europe)         | Konami                  | Konami                         | Septembrie 1995 |
| Champions World Class Soccer                                           | Park Place Productions  | Acclaim                        | Martie 1994     |
| Championship Pool                                                      | Bitmasters              | Mindscape                      | Noiembrie 1993  |
| Championship Soccer '94                                                | Sensible Software       | Sony Imagesoft                 | Iulie 1994      |
| Chavez                                                                 | Electro Brain           | American Softworks Corporation | 1994            |
| Chavez II                                                              | Electro Brain           | American Softworks Corporation | 1995            |
| The Chessmaster                                                        | Mindscape               | Mindscape                      | Septembrie 1991 |
| Chester Cheetah: Too Cool to Fool                                      | Kaneko                  | Kaneko                         | Ianuarie 1993   |
| Chester Cheetah: Wild Wild Quest                                       | Kaneko                  | Kaneko                         | Martie 1994     |
| Choplifter III                                                         | Beam Software           | Extreme Entertainment Group    | Februarie 1994  |
| Chrono Trigger (doar în America)                                       | Square                  | Square                         | August 1995     |
| Chuck Rock                                                             | Core Design             | Sony Imagesoft                 | Ianuarie 1993   |
| Civilization                                                           | Microprose              | Koei                           | Octombrie 1995  |
| ClayFighter                                                            | Visual Concepts         | Interplay                      | Decembrie 1993  |
| ClayFighter: Tournament Edition                                        | Visual Concepts         | Interplay                      | Iunie 1994      |
| ClayFighter 2: Judgement Clay                                          | Interplay               | Interplay                      | Ianuarie 1995   |
| Claymates                                                              | Visual Concepts         | Interplay                      | Ianuarie 1994   |
| Cliffhanger                                                            | Sony Imagesoft          | Sony Imagesoft                 | Octombrie 1993  |
| Clue                                                                   | Sculptured Software     | Parker Brothers                | Iulie 1992      |
| College Football USA '97: The Road to New Orleans                      | Black Pearl Software    | EA Sports                      | Decembrie 1996  |
| College Slam Basketball                                                | Iguana Entertainment    | Acclaim                        | Februarie 1996  |
| Combatribes                                                            | Technos Japan           | American Technos               | Martie 1993     |
| Congo's Caper                                                          | Data East               | Data East                      | Mai 1993        |
| Contra III: The Alien Wars (Super Probotector: Alien Rebels in Europe) | Konami                  | Konami                         | Aprilie 1992    |
| Cool Spot                                                              | Virgin Games            | Virgin Games                   | Septembrie 1993 |
| Cool World                                                             | Ocean Software          | Ocean Software                 | Aprilie 1993    |
| Cutthroat Island                                                       | Software Creations (UK) | Acclaim & LJN                  | Februarie 1996  |
| Cyber Spin                                                             | Takara                  | Takara                         | Noiembrie 1992  |
| Cybernator                                                             | NCS Masaya              | Konami                         | Februarie 1993  |

## D
| Titlu                                               | Producător                  | Editor                 | Data lansării   |
| --------------------------------------------------- | --------------------------- | ---------------------- | --------------- |
| Daffy Duck: The Marvin Missions                     | Sunsoft                     | Sunsoft                | Decembrie 1993  |
| Darius Twin                                         | Taito                       | Taito                  | Noiembrie 1991  |
| David Crane's Amazing Tennis                        | David Crane                 | Absolute Entertainment | Octombrie 1992  |
| Daze Before Christmas                               | Funcom                      | Sunsoft                | 1994            |
| Death and Return of Superman                        | Blizzard Entertainment      | Sunsoft                | August 1994     |
| Demolition Man                                      | Virgin Interactive          | Acclaim                | August 1995     |
| Demon's Crest                                       | Capcom                      | Capcom                 | Noiembrie 1994  |
| Dennis the Menace                                   | Ocean Software              | Ocean Software         | Ianuarie 1994   |
| Desert Strike: Return to the Gulf                   | Visual Concepts             | Electronic Arts        | Octombrie 1992  |
| D Force                                             | Asmik                       | Asmik                  | Decembrie 1991  |
| Dig and Spike Vollyball                             | Hudson Soft                 | Hudson Soft            | Noiembrie 1993  |
| Dinocity                                            | Irem                        | Irem                   | Septembrie 1992 |
| Dirt Trax FX                                        | Sculptured Software         | Acclaim                | Iunie 1995      |
| Donald in Maui Mallard                              | Nintendo                    | Nintendo               |                 |
| Donkey Kong Country                                 | Rare                        | Nintendo               | Noiembrie 1994  |
| Donkey Kong Country 2: Diddy's Kong Quest           | Rare                        | Nintendo               | Decembrie 1995  |
| Donkey Kong Country 3: Dixie Kong's Double Trouble! | Rare                        | Nintendo               | Noiembrie 1996  |
| Doom                                                | Sculptured Software         | Williams Entertainment | Februarie 1996  |
| Doomsday Warrior                                    | Telenet                     | Renovation Products    | Aprilie 1993    |
| Doom Troopers                                       | Adrenalin Entertainment     | Playmates Interactive  | Noiembrie 1995  |
| Double Dragon V: The Shadow Falls                   | Leland Interactive Media    | Tradewest              | Iulie 1994      |
| Dragon View                                         | Infogrames                  | KEMCO                  | Noiembrie 1994  |
| Dragon: The Bruce Lee Story                         | Virgin Interactive          | Acclaim                | Septembrie 1995 |
| Dragon Ball Z                                       | Bandai                      | Bandai                 | 1993            |
| Dragon Ball Z: Hyper Dimension                      | Bandai                      | Bandai                 | 1996            |
| Dragon Ball Z: La Legende Saien                     | Bandai                      | Bandai                 | 1994            |
| Dragon Ball Z: Ultime Menace                        | Bandai                      | Bandai                 | 1994            |
| Dragon's Lair                                       | Motivetime Limited          | Data East              | Februarie 1993  |
| Drakkhen                                            | Infogrames                  | KEMCO                  | Septembrie 1991 |
| Dream TV                                            | Triffix                     | Triffix                | Octombrie 1993  |
| Dungeon Master                                      | Software Heaven & FTL Games | JVC                    | Iulie 1993      |

## E
| Titlu                                            | Producător                           | Editor         | Data lansării   |
| ------------------------------------------------ | ------------------------------------ | -------------- | --------------- |
| E.V.O.: Search for Eden                          | Almanic                              | Enix           | Iulie 1993      |
| EarthBound                                       | HAL Laboratory/Ape, Inc.             | Nintendo       | Iunie 1995      |
| Earthworm Jim                                    | Shiny Entertainment                  | Playmates      | Noiembrie 1994  |
| Earthworm Jim 2                                  | Shiny Entertainment                  | Playmates      | Decembrie 1995  |
| Eek! The Cat                                     | CTA Developments                     | Ocean Software | Mai 1994        |
| Elite Soccer                                     | Rage Software                        | Gametek        | Iulie 1994      |
| Emmitt Smith Football                            | Bitmasters                           | JVC            | Octombrie 1995  |
| Equinox                                          | Software Creations                   | Sony Imagesoft | Martie 1994     |
| Eric Cantona Football Challenge (doar în Europa) | Rage Software                        | Elite          | 1993            |
| ESPN Baseball Tonight                            | Park Place Productions               | Sony Imagesoft | Mai 1994        |
| ESPN National Hockey Night                       | Sony Imagesoft                       | Sony Imagesoft | 1993            |
| ESPN Speed World                                 | Sony Imagesoft                       | Sony Imagesoft | Septembrie 1994 |
| ESPN Sunday Night NFL                            | Absolute Entertainment               | Sony Imagesoft | Noiembrie 1994  |
| Extra Innings                                    | Sony Imagesoft                       | Sony Imagesoft | Martie 1992     |
| Eye of the Beholder                              | Strategic Simulations, Inc. & Capcom | Capcom         | Aprilie 1994    |

## F
| Titlu                                                      | Producător                | Editor                | Data lansării   |
| ---------------------------------------------------------- | ------------------------- | --------------------- | --------------- |
| F1 Pole Position                                           | Human Entertainment       | UBI Soft              | Septembrie 1993 |
| F1 ROC: Race Of Champions (Exhaust Heat in Europe)         | Seta                      | Seta                  | Septembrie 1992 |
| F1 ROC II: Race Of Champions                               | Seta                      | Seta                  | Iulie 1994      |
| Faceball 2000                                              | Xanth Software            | Bullet Proof Software | Septembrie 1992 |
| Family Dog                                                 | Imagineering              | Malibu Games          | Iunie 1993      |
| Family Feud                                                | Imagineering              | GameTek               | Septembrie 1993 |
| Fatal Fury                                                 | SNK                       | Takara                | Mai 1993        |
| Fatal Fury 2                                               | SNK                       | Takara                | Martie 1994     |
| Fatal Fury Special                                         | Saurus                    | Takara                | Martie 1995     |
| Fever Pitch Soccer                                         | US Gold                   | Nintendo              | 1995            |
| FIFA International Soccer                                  | Electronic Arts           | EA Sports             | Iulie 1994      |
| FIFA Soccer '96                                            | Electronic Arts           | EA Sports             | Octombrie 1995  |
| Fighter's History                                          | Data East                 | Data East             | August 1994     |
| Final Fantasy II (doar în America)                         | Square                    | Square                | Noiembrie 1991  |
| Final Fantasy III (doar în America)                        | Squaresoft                | Squaresoft            | Octombrie 1994  |
| Final Fantasy Mystic Quest (Mystic Quest Legend in Europe) | Square                    | Square                | Octombrie 1992  |
| Final Fight                                                | Capcom                    | Capcom                | Noiembrie 1991  |
| Final Fight 2                                              | Capcom                    | Capcom                | August 1993     |
| Final Fight 3                                              | Capcom                    | Capcom                | Decembrie 1995  |
| Final Fight Guy                                            | Capcom                    | Capcom                | Iunie 1992      |
| Firemen, The (doar în Europa)                              | Human Entertainment       | Human Entertainment   | 1994            |
| Firepower 2000                                             | Storm Sales Curve         | Sunsoft               | Noiembrie 1992  |
| Firestriker                                                | Hect & Axes Art Amuser    | DTMC                  | Iunie 1994      |
| First Samurai                                              | KEMCO                     | KEMCO                 | August 1993     |
| Flashback: The Quest for Identity                          | Delphine Studios          | U.S. Gold             | Ianuarie 1994   |
| Flintstones: The Movie                                     | Ocean Software            | Ocean Software        | Mai 1995        |
| Flintstones: The Treasure of Sierra Madrock                | Taito                     | Taito                 | Martie 1994     |
| Football Fury                                              | American Sammy            | American Sammy        | Mai 1993        |
| Foreman For Real                                           | Software Creations        | Acclaim               | Octombrie 1995  |
| Frank Thomas' Big Hurt Baseball                            | Iguana Entertainment      | Acclaim               | Decembrie 1995  |
| Frantic Flea                                               | Haus Teknikka             | GameTek               | Aprilie 1996    |
| Frogger                                                    | Morning Star Multi        | Majesco Games         | 1998            |
| Full Throttle All-American Racing                          | Gremlin Graphics Software | GameTek               | Ianuarie 1995   |
| Fun 'N' Games                                              | Leland Interactive Media  | Tradewest             | August 1994     |
| F-Zero                                                     | Nintendo                  | Nintendo              | August 1991     |

## G
| Titlu                                                 | Producător        | Editor    | Data lansării   |
| ----------------------------------------------------- | ----------------- | --------- | --------------- |
| Gemfire                                               | Koei              | Koei      | Decembrie 1992  |
| Genghis Khan II: Clan of the Grey Wolf                | Koei              | Koei      | Decembrie 1993  |
| George Foreman's KO Boxing                            | Beam Software     | Acclaim   | Septembrie 1992 |
| Ghoul Patrol                                          | LucasArts         | JVC       | Noiembrie 1994  |
| Goal! (Super Goal! in Europe)                         | Jaleco            | Jaleco    | 1991            |
| Gods                                                  | Bitmap Brothers   | Mindscape | Decembrie 1992  |
| Goof Troop                                            | Capcom            | Capcom    | Iulie 1993      |
| GP-1                                                  | Atlus             | Atlus     | Septembrie 1993 |
| GP-1: Part II                                         | Atlus             | Atlus     | Decembrie 1994  |
| Gradius III                                           | Konami            | Konami    | August 1991     |
| Great Circus Mystery, The: Starring Mickey and Minnie | Capcom            | Capcom    | Octombrie 1994  |
| Great Waldo Search                                    | Radiance Software | T*HQ      | Iunie 1993      |
| GunForce                                              | Bits              | Irem      | Noiembrie 1992  |

## H
| Titlu                                | Producător                  | Editor                 | Data lansării   |
| ------------------------------------ | --------------------------- | ---------------------- | --------------- |
| Hagane: The Final Conflict           | Red Entertainment           | Hudson Soft            | Iunie 1995      |
| HammerLock Wrestling                 | Jaleco                      | Jaleco                 | Octombrie 1994  |
| Hardball 3                           | Accolade                    | Accolade Sport         | Iunie 1994      |
| Harley's Humongous Adventure         | Visual Concepts             | Hi Tech Expressions    | Februarie 1993  |
| Harvest Moon                         | Pack-In-Video               | Natsume                | Iunie 1997      |
| Head-On Soccer                       | U.S. Gold                   | U.S. Gold              | Septembrie 1995 |
| Hebereke's Popoitto (doar în Europa) | Sunsoft                     | Sunsoft                | Septembrie 1995 |
| Hit the Ice                          | Taito                       | Taito                  | Februarie 1993  |
| Hole in One Golf                     | HAL Laboratory              | HAL America            | Septembrie 1991 |
| Home Alone                           | Altron                      | T*HQ                   | Decembrie 1991  |
| Home Alone 2: Lost in New York       | Imagineering                | T*HQ                   | Octombrie 1992  |
| Home Improvement                     | Absolute Entertainment      | Absolute Entertainment | Noiembrie 1994  |
| Hook                                 | Ukiyotei                    | Sony Imagesoft         | Octombrie 1992  |
| Humans, The (Europe only)            | Imagitec Design             | GameTek                | 1993            |
| Hunt for Red October                 | Riedel Software Productions | Hi Tech Expressions    | Ianuarie 1993   |
| Hurricanes                           | Probe Software              | U.S. Gold              | Decembrie 1994  |
| Hyper V-Ball                         | Video System                | McO'River, Inc.        | Iunie 1994      |
| HyperZone                            | HAL Laboratory              | HAL America            | Septembrie 1991 |

## I
| Titlu                                         | Producător              | Editor         | Data lansării   |
| --------------------------------------------- | ----------------------- | -------------- | --------------- |
| Ignition Factor, The                          | Jaleco                  | Jaleco         | Ianuarie 1995   |
| Illusion of Gaia (Illusion of Time in Europe) | Quintet                 | Nintendo       | Septembrie 1994 |
| Imperium                                      | Vic Tokai               | Vic Tokai      | Noiembrie 1992  |
| Incantation                                   | Titus Software          | Titus Software | Decembrie 1996  |
| Incredible Crash Dummies                      | Gray Matter Interactive | LJN            | Octombrie 1993  |
| Incredible Hulk                               | Probe Software          | U.S. Gold      | August 1994     |
| Indiana Jones' Greatest Adventures            | Factor 5                | JVC            | Octombrie 1994  |
| Inindo: Way of the Ninja                      | Koei                    | Koei           | Martie 1993     |
| Inspector Gadget                              | Hudson Soft             | Hudson Soft    | Decembrie 1993  |
| International Superstar Soccer                | Konami                  | Konami         | Iunie 1995      |
| International Superstar Soccer Deluxe         | Konami                  | Konami         | Noiembrie 1995  |
| International Tennis Tour                     | Loriciel                | Taito          | Noiembrie 1993  |
| Irem Skins Game                               | Irem                    | Irem           | Octombrie 1992  |
| The Itchy and Scratchy Game                   | Bits Corporation        | Acclaim        | Martie 1995     |
| Izzy's Quest for the Olympic Rings            | Alexandria              | U.S. Gold      | Noiembrie 1995  |

## J
| Titlu                                       | Producător                       | Editor              | Data lansării  |
| ------------------------------------------- | -------------------------------- | ------------------- | -------------- |
| Jack Nicklaus Golf                          | Tradewest                        | Sculptured Software | Mai 1992       |
| James Bond Jr.                              | Gray Matter Interactive          | T*HQ                | Octombrie 1992 |
| Jeopardy! Deluxe Edition                    | GameTek                          | GameTek             | Iunie 1994     |
| Jeopardy! Featuring Alex Trebek             | Imagineering                     | GameTek             | Decembrie 1992 |
| Jeopardy! Sports Edition                    | GameTek                          | GameTek             | Mai 1994       |
| Jetsons: The Invasion of the Planet Pirates | Taito                            | Taito               | Iunie 1994     |
| Jim Power: The Lost Dimension in 3-D        | Loriciel                         | Electro Brain       | Decembrie 1993 |
| Jimmy Connors Pro Tennis Tour               | Blue Byte Software               | Ubisoft             | Decembrie 1992 |
| Jimmy Houston's Bass Tournament USA         | Sammy                            | Sammy               | Noiembrie 1995 |
| Joe & Mac                                   | Data East                        | Data East           | Ianuarie 1992  |
| Joe & Mac 2: Lost in the Tropics            | Data East                        | Data East           | Aprilie 1994   |
| John Madden Football '93                    | EA Canada                        | EA Sports Network   | Noiembrie 1992 |
| John Madden Football                        | Park Place Productions           | EA Sports Network   | Noiembrie 1991 |
| Judge Dredd                                 | Probe Software                   | Acclaim             | Iunie 1995     |
| Disney's The Jungle Book                    | Virgin Interactive               | Virgin Interactive  | Iulie 1994     |
| Jungle Strike                               | Gremlin Interactive              | Electronic Arts     | Iunie 1995     |
| Jurassic Park                               | Ocean Software                   | Ocean Software      | Noiembrie 1993 |
| Jurassic Park 2: The Chaos Continues        | Ocean Software                   | Ocean Software      | Noiembrie 1994 |
| Justice League Task Force                   | Blizzard Entertainment & Sunsoft | Acclaim             | Iunie 1995     |

## K
| Titlu                                            | Producător             | Editor                  | Data lansării   |
| ------------------------------------------------ | ---------------------- | ----------------------- | --------------- |
| Kablooey                                         | Mirrorsoft             | Kemco                   | August 1992     |
| Kawasaki Caribbean Challenge                     | Park Place Productions | GameTek                 | Iunie 1993      |
| Kawasaki Superbike Challenge                     | Domark                 | Time Warner Interactive | Decembrie 1995  |
| Ken Griffey Jr. Presents: Major League Baseball  | Software Creations     | Nintendo                | Martie 1994     |
| Ken Griffey Jr.'s Winning Run                    | Rare                   | Nintendo                | Iunie 1996      |
| Kendo Rage                                       | Seta                   | Seta                    | Octombrie 1993  |
| Kevin Keegan's Player Manager (doar în Europa)   | Anco                   | Imagineer               | 1993            |
| Kick Off                                         | Anco Games             | Imagineer               | 1993            |
| Kick Off 3: European Challenge (doar în Europa)  | Anco Games             | Vic Tokai               | 1994            |
| Kid Klown in Crazy Chase                         | KEMCO                  | KEMCO                   | Septembrie 1994 |
| Killer Instinct                                  | Rare                   | Nintendo                | August 1995     |
| King Arthur & The Knights of Justice             | Enix                   | Enix                    | Iulie 1995      |
| King Arthur's World                              | Argonaut Software      | Jaleco                  | Martie 1993     |
| King of Dragons                                  | Capcom                 | Capcom                  | Aprilie 1994    |
| King of the Monsters                             | SNK                    | Takara                  | Octombrie 1992  |
| King of the Monsters 2                           | SNK                    | Takara                  | Iunie 1994      |
| Kirby Super Star (Kirby's Fun Pak in Europe)     | HAL Laboratory         | Nintendo                | Septembrie 1996 |
| Kirby's Avalanche (Kirby's Ghost Trap in Europe) | Compile/HAL Laboratory | Nintendo                | Februarie 1995  |
| Kirby's Dream Course                             | HAL Laboratory         | Nintendo                | Februarie 1995  |
| Kirby's Dream Land 3 (doar în America)           | HAL Laboratory         | Nintendo                | Noiembrie 1997  |
| Knights of the Round                             | Capcom                 | Capcom                  | Aprilie 1994    |
| Krusty's Super Fun House                         | Acclaim                | Acclaim                 | Iunie 1992      |
| Kyle Petty's No Fear Racing                      | Williams Entertainment | Midway                  | Aprilie 1995    |

## L
| Titlu                                              | Producător             | Editor             | Data lansării  |
| -------------------------------------------------- | ---------------------- | ------------------ | -------------- |
| Lagoon                                             | Zoom Inc.              | KEMCO              | Decembrie 1991 |
| Lamborghini: American Challenge                    | Titus Software         | Titus Software     | Noiembrie 1993 |
| Last Action Hero                                   | Bits                   | Sony Imagesoft     | Octombrie 1993 |
| Lawnmower Man                                      | Storm Sales Curve      | T*HQ               | Noiembrie 1993 |
| Legend                                             | Seika Corp.            | Seika Corp.        | Aprilie 1994   |
| Legend of the Mystical Ninja, The                  | Konami                 | Konami             | Februarie 1992 |
| Legend of Zelda, The: A Link to the Past           | Nintendo               | Nintendo           | Aprilie 1992   |
| Lemmings                                           | Psygnosis              | Sunsoft            | Martie 1992    |
| Lemmings 2                                         | Psygnosis              | Psygnosis          | Noiembrie 1994 |
| Lester the Unlikely                                | Visual Concepts        | DTMC               | Ianuarie 1994  |
| Lethal Enforcers                                   | Konami                 | Konami             | Ianuarie 1994  |
| Lethal Weapon                                      | Ocean Software         | Ocean Software     | Decembrie 1992 |
| Liberty or Death                                   | Koei                   | Koei               | Aprilie 1994   |
| Disney's The Lion King                             | Virgin Interactive     | Virgin Interactive | Octombrie 1994 |
| Lock On                                            | Vic Tokai              | Vic Tokai          | Octombrie 1993 |
| Looney Tunes B-Ball                                | Sunsoft                | Sunsoft            | Februarie 1995 |
| The Lord of the Rings Volume 1                     | Interplay              | Interplay          | Octombrie 1994 |
| Lost Vikings, The                                  | Silicon & Synapse      | Interplay          | Aprilie 1993   |
| Lost Vikings 2, The                                | Blizzard Entertainment | Interplay          | Mai 1997       |
| Lucky Luke (doar în Europa)                        | Infogrames             | Infogrames         | Octombrie 1997 |
| Lufia & the Fortress of Doom                       | Neverland Co., Ltd.    | Taito              | Decembrie 1993 |
| Lufia II: Rise of the Sinistrals (Lufia in Europe) | Neverland Co., Ltd.    | Natsume            | August 1996    |

## M
| Titlu                                                       | Producător                               | Editor                     | Data lansării   |
| ----------------------------------------------------------- | ---------------------------------------- | -------------------------- | --------------- |
| Madden NFL '94                                              | Visual Concepts                          | Electronic Arts            | Octombrie 1993  |
| Madden NFL '95                                              | Visual Concepts                          | Electronic Arts            | Noiembrie 1994  |
| Madden NFL '96                                              | Tiburon Entertainment                    | Electronic Arts            | Noiembrie 1995  |
| Madden NFL '97                                              | Tiburon Entertainment                    | Electronic Arts            | Octombrie 1996  |
| Madden NFL '98                                              | Electronic Arts                          | THQ                        | Noiembrie 1997  |
| Magic Boy                                                   | Empire Software / Blue Turtle            | JVC                        | August 1996     |
| Magic Sword                                                 | Capcom                                   | Capcom                     | August 1992     |
| Magical Quest, The: Starring Mickey Mouse                   | Capcom                                   | Capcom                     | Decembrie 1992  |
| Mario Is Missing!                                           | The Software Toolworks                   | The Software Toolworks     | Iunie 1993      |
| Mario Paint                                                 | Nintendo                                 | Nintendo                   | August 1992     |
| Mario's Early Years: Fun With Letters                       | The Software Toolworks                   | The Software Toolworks     | Octombrie 1994  |
| Mario's Early Years: Fun With Numbers                       | The Software Toolworks                   | The Software Toolworks     | Septembrie 1994 |
| Mario's Early Years: Pre-School                             | The Software Toolworks                   | The Software Toolworks     | Noiembrie 1994  |
| Mario's Time Machine                                        | Mindscape                                | The Software Toolworks     | Decembrie 1993  |
| Mark Davis' The Fishing Master                              | Natsume                                  | Natsume                    | Aprilie 1996    |
| Marvel Super Heroes: War of the Gems                        | Capcom                                   | Capcom                     | Noiembrie 1996  |
| Mary Shelley's Frankenstein                                 | Bits Corporation                         | Sony Imagesoft             | Noiembrie 1994  |
| Mask, The                                                   | Black Pearl Software                     | Black Pearl Software       | Octombrie 1995  |
| Math Blaster: Episode 1                                     | Western Technologies                     | Davidson & Associates      | Octombrie 1994  |
| Maui Mallard in Cold Shadow                                 | Eurocom Entertainment Software           | Nintendo                   | Noiembrie 1996  |
| Mecarobot Golf                                              | Toho                                     | Toho                       | Septembrie 1993 |
| MechWarrior                                                 | Beam Software                            | Activision                 | Mai 1993        |
| MechWarrior 3050                                            | Tiburon Entertainment                    | Activision                 | Octombrie 1995  |
| Mega Man 7                                                  | Capcom                                   | Capcom                     | Septembrie 1995 |
| Mega Man Soccer                                             | Capcom                                   | Capcom                     | Aprilie 1994    |
| Mega Man X                                                  | Capcom                                   | Capcom                     | Ianuarie 1994   |
| Mega Man X2                                                 | Capcom                                   | Capcom                     | Ianuarie 1995   |
| Mega Man X3                                                 | Capcom                                   | Capcom                     | Ianuarie 1996   |
| Metal Combat: Falcon's Revenge                              | Intelligent Systems                      | Nintendo                   | Decembrie 1993  |
| Metal Marines                                               | Namco                                    | Namco                      | Decembrie 1993  |
| Metal Morph                                                 | Origin Systems                           | FCI                        | Decembrie 1994  |
| Metal Warriors                                              | LucasArts                                | Konami                     | Aprilie 1995    |
| Michael Andretti's Indy Car Challenge                       | Genki                                    | Bullet Proof Software      | Septembrie 1994 |
| Michael Jordan in Chaos in the Windy City                   | Electronic Arts                          | Electronic Arts            | Noiembrie 1994  |
| Mickey Mania: The Timeless Adventures of Mickey Mouse       | Travellers Tales                         | Sony Imagesoft             | Octombrie 1994  |
| Mickey's Ultimate Challenge                                 | Designer Software                        | Hi Tech Expressions        | Februarie 1994  |
| Micro Machines                                              | Merit Studios                            | Ocean Software             | Decembrie 1994  |
| Might and Magic II: Gates to Another World (doar în Europa) | New World Computing                      | Elite Systems              | 1993            |
| Might and Magic III: Isles of Terra                         | Iguana Entertainment                     | FCI                        | Ianuarie 1995   |
| Mighty Max                                                  | Ocean Software                           | Ocean Software             | Februarie 1995  |
| Mighty Morphin Power Rangers                                | Bandai                                   | Bandai                     | Septembrie 1994 |
| Mighty Morphin Power Rangers: The Movie                     | Bandai                                   | Bandai                     | Iunie 1995      |
| Mighty Morphin Power Rangers Fighting Edition               | Bandai                                   | Bandai                     | Septembrie 1995 |
| MLBPA Baseball                                              | High Score Productions & Visual Concepts | EA Sports                  | Martie 1994     |
| Mohawk and Headphone Jack                                   | Black Pearl Software                     | T*HQ                       | August 1996     |
| Monopoly                                                    | Sculptured Software                      | Parker Brothers            | Septembrie 1992 |
| Mortal Kombat                                               | Sculptured Software                      | Acclaim                    | Septembrie 1993 |
| Mortal Kombat II                                            | Sculptured Software                      | Acclaim                    | Septembrie 1994 |
| Mortal Kombat III                                           | Sculptured Software                      | Williams Entertainment     | Octombrie 1995  |
| Mountain Bike Rally                                         | Radical Entertainment                    | Life Fitness Entertainment | Octombrie 1994  |
| Mr. Do!                                                     | Imagineer                                | Black Pearl Software       | Decembrie 1996  |
| Mr. Nutz                                                    | Ocean Software                           | Ocean Software             | August 1994     |
| Ms. Pac Man                                                 | Digital Eclipse Software                 | Williams Entertainment     | Septembrie 1996 |
| Musya: The Classic Japanese Tale of Horror                  | Seta                                     | Seta                       | Decembrie 1992  |

## N
| Titlu                                     | Producător                                     | Editor                 | Data lansării   |
| ----------------------------------------- | ---------------------------------------------- | ---------------------- | --------------- |
| Natsume Championship Wrestling            | Natsume                                        | Natsume                | Iunie 1994      |
| NBA All-Star Challenge                    | Beam Software                                  | LJN                    | Decembrie 1992  |
| NBA Give 'N Go                            | Konami                                         | Konami                 | Noiembrie 1995  |
| NBA Hangtime                              | Williams Entertainment                         | Midway                 | Noiembrie 1996  |
| NBA Jam                                   | Iguana Entertainment                           | Acclaim                | Martie 1994     |
| NBA Jam Tournament Edition                | Iguana Entertainment                           | Acclaim                | Februarie 1995  |
| NBA Live '95                              | Electronic Arts                                | EA Sports              | Octombrie 1994  |
| NBA Live '96                              | Electronic Arts                                | EA Sports              | Octombrie 1995  |
| NBA Live '97                              | Electronic Arts                                | EA Sports              | Decembrie 1996  |
| NBA Live '98                              | EA Sports & Tiertex                            | T*HQ                   | Noiembrie 1997  |
| NBA Showdown                              | Electronic Arts                                | EA Sports              | Octombrie 1993  |
| NCAA Basketball                           | Sculptured Software                            | Hal America & Nintendo | Octombrie 1992  |
| NCAA Final Four Basketball                | Bitmasters                                     | Mindscape              | Februarie 1995  |
| NCAA Football                             | The Software Toolworks                         | Mindscape              | Octombrie 1994  |
| Newman Hass Indy Car Racing               | Gremlin Graphics Software                      | Acclaim                | Noiembrie 1994  |
| NFL Football                              | Park Place Productions                         | Konami                 | Iulie 1993      |
| NFL Quarterback Club                      | Iguana Entertainment                           | LJN                    | Decembrie 1994  |
| NFL Quarterback Club '96                  | Iguana Entertainment                           | Acclaim                | Noiembrie 1995  |
| NHL '94                                   | Electronic Arts                                | EA Sports              | Octombrie 1993  |
| NHL '95                                   | High Score Productions & Visual Concepts       | EA Sports              | Noiembrie 1994  |
| NHL '96                                   | High Score Productions & Tiburon Entertainment | EA Sports              | Septembrie 1995 |
| NHL '97                                   | Black Pearl Software                           | EA Sports              | Octombrie 1996  |
| NHL '98                                   | T*HQ                                           | EA Sports              | Noiembrie 1997  |
| NHL Stanley Cup                           | Sculptured Software                            | Nintendo               | Noiembrie 1993  |
| NHLPA Hockey '93                          | Electronic Arts                                | EA Sports Network      | Decembrie 1992  |
| Nickelodeon Guts                          | Viacom New Media                               | Viacom New Media       | Noiembrie 1994  |
| Nigel Mansell's World Championship Racing | Gremlin Graphics Software                      | GameTek                | Iulie 1993      |
| Ninja Gaiden Trilogy                      | Tecmo                                          | Tecmo                  | August 1995     |
| Ninja Warriors, The                       | Taito                                          | Taito                  | Februarie 1994  |
| No Escape                                 | Bits Corporation                               | Sony Imagesoft         | Noiembrie 1994  |
| Nobunaga's Ambition                       | Koei                                           | Koei                   | Decembrie 1993  |
| Nobunaga's Ambition: Lords of Darkness    | Koei                                           | Koei                   | Octombrie 1994  |
| Nolan Ryan's Baseball                     | Romstar                                        | Romstar                | Februarie 1992  |
| Nosferatu                                 | Seta                                           | Seta                   | Octombrie 1995  |

## O
| Titlu                             | Producător                     | Editor                | Data lansării   |
| --------------------------------- | ------------------------------ | --------------------- | --------------- |
| Obitus                            | Psygnosis                      | Bullet Proof Software | Septembrie 1994 |
| Ogre Battle                       | Quest/Imagineer                | Enix                  | Mai 1995        |
| Olympic Summer Games              | Black Pearl Software & Tiertex | U.S. Gold Sports      | Iunie 1996      |
| On the Ball                       | Taito                          | Taito                 | Noiembrie 1992  |
| Operation Europe: Path to Victory | Koei                           | Koei                  | Iunie 1994      |
| Operation Logic Bomb              | Jaleco                         | Jaleco                | Septembrie 1993 |
| Operation Thunderbolt             | Aisystem Tokyo                 | Taito                 | Octombrie 1994  |
| Oscar                             | Flair                          | Titus Software        | Octombrie 1996  |
| Out of This World                 | Delphine Software              | Interplay             | Noiembrie 1992  |
| Out to Lunch                      | Mindscape                      | Mindscape             | Noiembrie 1993  |
| Outlander                         | Mindscape                      | Mindscape             | Aprilie 1993    |

## P
| Titlu                                        | Producător                 | Editor               | Data lansării   |
| -------------------------------------------- | -------------------------- | -------------------- | --------------- |
| P.T.O.: Pacific Theater of Operations        | Koei                       | Koei                 | Septembrie 1993 |
| P.T.O.: Pacific Theater of Operations II     | Koei                       | Koei                 | Decembrie 1995  |
| Pac Attack                                   | Namco                      | Namco                | Octombrie 1993  |
| Pac-In-Time                                  | Kalisto                    | Namco                | Ianuarie 1995   |
| Pac-Man 2: The New Adventures                | Namco                      | Namco                | Septembrie 1994 |
| Packy and Marlon                             |                            | Raya Systems         | Iunie 1995      |
| The Pagemaster (video)                       | Probe Entertainment        | Fox Interactive      | Noiembrie 1994  |
| Paladin's Quest                              | Asmik Ace Entertainment    | Enix                 | Octombrie 1993  |
| Parodius: Non-Sense Fantasy                  | Konami                     | Palcom               | 1992            |
| Paperboy 2                                   | Tengen                     | Mindscape            | Noiembrie 1991  |
| Peace Keepers                                | Jaleco                     | Jaleco               | Martie 1994     |
| PGA European Tour                            | Electronic Arts            | Black Pearl Software | Septembrie 1996 |
| PGA Tour 96                                  | Electronic Arts            | Black Pearl Software | Ianuarie 1996   |
| PGA Tour Golf                                | Polygames                  | EA Sports            | Martie 1992     |
| Phalanx: The Enforce Fighter A 1-444         | KEMCO                      | KEMCO                | Octombrie 1992  |
| Phantom 2040                                 | Viacom New Media           | Viacom New Media     | Iunie 1995      |
| Pieces                                       | Hori Electric              | Atlus                | Decembrie 1994  |
| Pilotwings                                   | Nintendo                   | Nintendo             | Octombrie 1991  |
| Pinball Dreams                               | Coconuts Japan             | GameTek              | Aprilie 1994    |
| Pinball Fantasies                            | 21st Century Entertainment | GameTek              | Februarie 1995  |
| Pink Panther Goes to Hollywood               | Altron                     | TecMagik             | Noiembrie 1993  |
| Pinocchio                                    | Disney Interactive         |                      | Noiembrie 1996  |
| Pirates of Dark Water, The                   | Sunsoft                    | Sunsoft              | Mai 1994        |
| Pitfall: The Mayan Adventure                 | Activision                 | Activision           | Noiembrie 1994  |
| Pit-Fighter                                  | THQ                        | THQ                  | Martie 1992     |
| Plok                                         | Software Creations         | Tradewest            | Septembrie 1993 |
| Pocky & Rocky                                | Natsume                    | Natsume              | Iunie 1993      |
| Pocky & Rocky 2                              | Natsume                    | Natsume              | Noiembrie 1994  |
| Pop'n Twinbee                                | Konami                     | Palcom               | 1992            |
| Pop'n Twinbee: Rainbow Bell Adventures       | Konami                     | Konami               | 1995            |
| Populous                                     | Bullfrog Productions       | Acclaim              | Septembrie 1991 |
| Populous II: Trials of the Olympian Gods     | Bullfrog Productions       | Imagineer            |                 |
| Porky Pig's Haunted Holiday                  | Sunsoft                    | Acclaim              | Octombrie 1995  |
| Power Instinct                               | Atlus                      | Atlus                | Decembrie 1994  |
| Power Moves                                  | Kaneko                     | Kaneko               | Ianuarie 1993   |
| Power Piggs of the Dark Ages                 | Titus Software             | Titus Software       | Mai 1996        |
| Power Rangers Zeo: Battle Racers             | Bandai                     | Bandai               | Septembrie 1996 |
| Powermonger                                  | Bullfrog Productions       | Imagineer            | 1993            |
| Prehistorik Man                              | Titus Software             | Titus Software       | Ianuarie 1996   |
| Primal Rage                                  | Bitmasters                 | Time Warner          | August 1995     |
| Prince of Persia                             | NCS Masaya/Arsys           | Konami               | Noiembrie 1992  |
| Prince of Persia 2: The Shadow and the Flame | Titus Software             | Titus Software       | Octombrie 1996  |
| Pro Quarterback                              | Tradewest                  | Tradewest            | Decembrie 1992  |
| Pro Sport Hockey                             | Jaleco                     | Jaleco               | Februarie 1994  |
| Push Over                                    | Red Rat Software           | Ocean Software       | Decembrie 1992  |
| Putty Squad                                  | System 3                   | Ocean Software       |                 |

## Q
| Titlu    | Producător          | Editor | Data lansării  |
| -------- | ------------------- | ------ | -------------- |
| Q*bert 3 | Realtime Associates | NTVIC  | Octombrie 1992 |

## R
| Titlu                                                | Producător                                 | Editor                 | Data lansării   |
| ---------------------------------------------------- | ------------------------------------------ | ---------------------- | --------------- |
| Race Drivin'                                         | Argonaut Games                             | THQ                    | Octombrie 1992  |
| Radical Rex                                          | Laser Beam Entertainment                   | Activision             | Octombrie 1994  |
| Raiden Trad                                          | Seibu Kaihatsu Inc./Toei/Micronics         | Electro Brain          | Aprilie 1992    |
| Rampart                                              | Bitmasters                                 | Electronic Arts        | August 1992     |
| Ranma ½: Hard Battle (Ranma ½ in Europe)             | Atelier Double                             | DTMC                   | Noiembrie 1993  |
| Rap Jam: Volume One                                  | Motown                                     | Mandingo               | Ianuarie 1995   |
| Realm                                                | Titus Software                             | Titus Software         | Decembrie 1996  |
| Redline: F-1 Racer                                   | Absolute Entertainment                     | Absolute Entertainment | Septembrie 1993 |
| Relief Pitcher                                       | Left Field Productions                     | Left Field Productions | Mai 1994        |
| Ren & Stimpy Show: Buckaroo$, The                    |                                            | THQ                    | Aprilie 1995    |
| Ren & Stimpy Show: Time Warp, The                    | Sculptured Software                        | THQ                    | Noiembrie 1994  |
| Ren & Stimpy Show: Veediots!, The                    | Gray Matter Interactive                    | THQ                    | Octombrie 1993  |
| Ren & Stimpy Show Part II: Fire Dogs, The            | Argonaut Games                             | THQ                    | Iunie 1994      |
| Revolution X                                         | Software Creations                         | Acclaim                | Decembrie 1995  |
| Rex Ronan: Experimental Surgeon                      | Sculptured Software                        | Raya Systems           | Mai 1994        |
| Riddick Bowe Boxing                                  | Malibu Interactive                         | Extreme                | Ianuarie 1994   |
| Rise of the Phoenix                                  | Koei                                       | Koei                   | Februarie 1995  |
| Rise of the Robots                                   | Probe Entertainment                        | Acclaim                | Decembrie 1994  |
| Rival Turf!                                          | Jaleco                                     | Jaleco                 | Aprilie 1992    |
| Road Riot 4WD                                        | Equilibrium                                | THQ                    | Noiembrie 1992  |
| Road Runner's Death Valley Rally                     | ICOM Simulations                           | Sunsoft                | Noiembrie 1992  |
| RoboCop 3                                            | Ocean Software                             | Ocean Software         | Septembrie 1992 |
| Robocop versus The Terminator                        | Virgin Interactive                         | Virgin Interactive     | Noiembrie 1993  |
| Robotrek                                             | Quintet                                    | Enix                   | Octombrie 1994  |
| Rock 'N Roll Racing                                  | Blizzard Entertainment                     | Interplay              | Septembrie 1993 |
| Rocketeer, The                                       | NovaLogic                                  | IGS                    | Mai 1992        |
| Rocko's Modern Life: Spunky's Dangerous Day          | Viacom New Media                           | Viacom New Media       | Aprilie 1994    |
| Rocky Rodent                                         | Irem                                       | Irem                   | Septembrie 1993 |
| Roger Clemens' MVP Baseball                          | Sculptured Software                        | LJN                    | Septembrie 1992 |
| Romance of the Three Kingdoms II                     | Koei                                       | Koei                   | Mai 1992        |
| Romance of the Three Kingdoms III: Dragon of Destiny | Koei                                       | Koei                   | Decembrie 1993  |
| Romance of the Three Kingdoms IV: Wall of Fire       | Koei                                       | Koei                   | Iulie 1995      |
| RPM Racing                                           | Blizzard Entertainment (Silicon & Synapse) | Interplay              | Noiembrie 1991  |
| R-Type III: The Third Lightning                      | Irem                                       | Jaleco                 | Octombrie 1994  |
| Run Saber                                            | Hori Electric                              | Atlus                  | Septembrie 1993 |

## S
| Titlu                                                        | Producător                      | Editor                      | Data lansării   |
| ------------------------------------------------------------ | ------------------------------- | --------------------------- | --------------- |
| S.O.S.                                                       | Human Entertainment             | Vic Tokai                   | Aprilie 1994    |
| S.O.S. Sink or Swim                                          | Zeppelin Games                  | Titus Software              | Ianuarie 1996   |
| S.W.A.T. Kats: The Radical Squadron                          | Hudson Soft                     | Hudson Soft                 | August 1995     |
| Samurai Showdown                                             | Takara                          | Takara                      | Noiembrie 1994  |
| Saturday Night Slam Masters                                  | Capcom                          | Capcom                      | Iunie 1994      |
| Scooby-Doo Mystery                                           | Sunsoft                         | Acclaim                     | Noiembrie 1995  |
| SeaQuest DSV                                                 | Sculptured Software             | Malibu Games                | Ianuarie 1995   |
| Secret of Evermore                                           | Square Co., Ltd.                | Square Co., Ltd.            | Octombrie 1995  |
| Secret of Mana                                               | Square Co., Ltd.                | Square Co., Ltd.            | Octombrie 1993  |
| Sensible Soccer: European Champions (doar în Europa)         | Sensible Software               | Renegade Software           | 1992            |
| Shadowrun                                                    | Beam Software                   | Data East                   | Mai 1993        |
| Shanghai 2: The Dragon's Eye                                 | Hot-B                           | Activision                  | Februarie 1993  |
| Shaq Fu                                                      | Delphine Software International | Electronic Arts             | Octombrie 1994  |
| Shien's Revenge                                              | Dynamic/Almanic                 | Vic Tokai                   | Octombrie 1994  |
| Side Pocket                                                  | Iguana Entertainment            | Data East                   | Decembrie 1993  |
| SimAnt: The Electronic Ant Colony                            | Tomcat System                   | Maxis Software              | Octombrie 1993  |
| SimCity                                                      | Nintendo/Maxis                  | Nintendo                    | August 1991     |
| SimCity 2000                                                 | T*HQ                            | Black Pearl Software        | Noiembrie 1996  |
| SimEarth: The Living Planet                                  | Tomcat System                   | FCI                         | Februarie 1993  |
| Simpsons: Bart's Nightmare, The                              | Sculptured Software             | Acclaim                     | Septembrie 1992 |
| Simpsons: Virtual Bart, The                                  | Sculptured Software             | Acclaim                     | Septembrie 1994 |
| SkulJagger: Revolt of the Westicans                          | Realtime Associates             | American Softworks          | Octombrie 1992  |
| Skyblazer                                                    | Ukiyotei                        | Sony Imagesoft              | Ianuarie 1994   |
| SmartBall                                                    | Game Freak, System Sacom        | Sony Imagesoft              | Martie 1992     |
| Smash Tennis (Europe only)                                   | Namco                           | Virgin Interactive          | 1993            |
| Smurfs, The (Europe only)                                    | Infogrames                      | Infogrames                  | 1994            |
| Smurfs 2, The: Travel The World (Europe only)                | Infogrames                      | Infogrames                  | 1994            |
| Snow White: Happily Ever After                               | Imagitec Design                 | American Softworks          | Octombrie 1994  |
| Soldiers of Fortune (The Chaos Engine in Europe)             | Bitmap Brothers                 | Spectrum Holobyte           | Decembrie 1993  |
| Sonic Blastman                                               | Taito Corporation               | Taito Corporation           | Februarie 1993  |
| Sonic Blastman 2                                             | Taito Corporation               | Taito Corporation           | Noiembrie 1994  |
| Soul Blazer                                                  | Quintet                         | Enix                        | August 1992     |
| Space Ace                                                    | Entertainment International     | Absolute Entertainment      | Mai 1994        |
| Space Football: One on One                                   | Bits Studios                    | Triffix                     | Iunie 1992      |
| Space Invaders                                               | Taito                           | Nintendo                    | Noiembrie 1996  |
| Space Megaforce                                              | Compile                         | Toho                        | Octombrie 1992  |
| Spanky's Quest                                               | Natsume                         | Natsume                     | Iulie 1992      |
| Sparkster                                                    | Konami                          | Konami                      | Octombrie 1994  |
| Spawn                                                        | Ukiyotei                        | Acclaim                     | Octombrie 1995  |
| Spectre                                                      | Synergistic Software            | Cybersoft                   | Mai 1994        |
| Speed Racer: In My Most Dangerous Adventures                 | Radical Entertainment           | Accolade                    | Noiembrie 1994  |
| Speedy Gonzales: Los Gatos Bandidos                          | Sunsoft                         | Sunsoft                     | August 1995     |
| Spider-Man: The Animated Series                              | Western Tech                    | Acclaim                     | Februarie 1995  |
| Spider-Man & Venom: Maximum Carnage                          | Software Creations              | Acclaim                     | Septembrie 1994 |
| Spider-Man & Venom: Separation Anxiety                       | Software Creations              | Acclaim                     | Noiembrie 1995  |
| Spider-Man & the X-Men: Arcade's Revenge                     |                                 | LJN                         | Noiembrie 1992  |
| Spindizzy Worlds                                             | ASCII (companie)                | ASCII (companie)            | Martie 1993     |
| Spirou (Europe only)                                         | Infogrames                      | Infogrames                  | Septembrie 1995 |
| Sporting News Baseball, The                                  |                                 | Hudson Soft                 | Iunie 1995      |
| Sports Illustrated: Championship Football & Baseball         |                                 | Malibu Games                | Februarie 1994  |
| Star Fox (StarWing in Europe)                                | Nintendo/Argonaut Software      | Nintendo                    | Martie 1993     |
| Star Trek: Star Fleet Academy                                | Paramount Interactive           | Interplay                   | Decembrie 1994  |
| Star Trek: The Next Generation                               |                                 | Spectrum Holobyte           | Martie 1994     |
| Star Trek: Deep Space Nine - The Crossroads of Time          | Novotrade                       | Playmates                   | Septembrie 1995 |
| Stargate                                                     | Probe Entertainment             | Acclaim                     | Aprilie 1995    |
| Steel Talons                                                 | Panoramic                       | Left Field Productions      | Noiembrie 1993  |
| Sterling Sharpe: End 2 End                                   | Jaleco                          | Jaleco                      | Martie 1995     |
| Stone Protectors                                             | Eurocom                         | KEMCO                       | Noiembrie 1994  |
| Street Combat                                                | NCS Masaya/Irem                 | Irem                        | Aprilie 1993    |
| Street Fighter Alpha 2                                       | Capcom                          | Nintendo                    | Noiembrie 1996  |
| Street Fighter II: The World Warrior                         | Capcom                          | Capcom                      | Iulie 1992      |
| Street Fighter II Turbo: Hyper Fighting                      | Capcom                          | Capcom                      | August 1993     |
| Street Hockey '95                                            | GTE Interactive Media           | GTE Interactive Media       | Noiembrie 1994  |
| Street Racer                                                 | Vivid Image                     | Ubisoft                     | Decembrie 1994  |
| Strike Gunner: S.T.G.                                        | Athena                          | NTVIC                       | August 1992     |
| Striker (Europe only)                                        | Rage Software                   | Elite                       | 1992            |
| Stunt Race FX                                                | Nintendo/Argonaut Games         | Nintendo                    | Iulie 1994      |
| Sunset Riders                                                | Konami                          | Konami                      | Octombrie 1993  |
| Super 3D Noah's Ark                                          | Wisdom Tree                     | Wisdom Tree                 | 1995            |
| Super Adventure Island                                       | Hudson Soft                     | Hudson Soft                 | Aprilie 1992    |
| Super Adventure Island II                                    | Hudson Soft                     | Hudson Soft                 | Octombrie 1994  |
| Super Alfred Chicken                                         | Twilight Games                  | Mindscape                   | Februarie 1994  |
| Super Aquatic Games Starring the Aquabats, The               | Millenium Interactive           | Seika Corp.                 | Octombrie 1993  |
| Super Baseball 2020                                          | SNK                             | Tradewest                   | Iulie 1993      |
| Super Baseball Simulator 1000                                | Culture Brain                   | Culture Brain               | Decembrie 1991  |
| Super Bases Loaded                                           | Jaleco                          | Jaleco                      | Septembrie 1991 |
| Super Bases Loaded 2                                         | Jaleco                          | Jaleco                      | Februarie 1994  |
| Super Bases Loaded 3: License to Steal                       | Jaleco                          | Jaleco                      | Februarie 1995  |
| Super Batter Up                                              | Namco                           | Namco                       | Octombrie 1992  |
| Super Battleship                                             | World Builders Synergistic      | Mindscape                   | Noiembrie 1993  |
| Super Battletank: War in the Gulf                            | Absolute Entertainment          | Absolute Entertainment      | Iunie 1992      |
| Super Battletank 2: War in the Gulf                          | Absolute Entertainment          | Absolute Entertainment      | Ianuarie 1994   |
| Super Black Bass                                             | Starfish Inc.                   | Hot-B                       | Aprilie 1993    |
| Super Bomberman                                              | Hudson Soft                     | Hudson Soft                 | Septembrie 1993 |
| Super Bomberman 2                                            | Hudson Soft                     | Hudson Soft                 | Septembrie 1994 |
| Super Bomberman 3                                            | Hudson Soft                     | Hudson Soft                 | 1995            |
| Super Bonk                                                   | Hudson Soft                     | Hudson Soft                 | Noiembrie 1994  |
| Super Bowling                                                | Athena                          | Technos                     | Septembrie 1992 |
| Super Buster Brothers (Super Pang in Europe)                 | Capcom                          | Capcom                      | Octombrie 1992  |
| Super Caesars Palace                                         | Illusion Softworks              | Virgin Interactive          | Octombrie 1993  |
| Super Castlevania IV                                         | Konami                          | Konami                      | Decembrie 1991  |
| Super Chase HQ                                               | Taito Software                  | Taito Software              | Decembrie 1993  |
| Super Conflict: The Mideast                                  | Vic Tokai                       | Vic Tokai                   | Martie 1993     |
| Super Double Dragon                                          | Technos                         | Tradewest                   | Octombrie 1992  |
| Super E.D.F.: Earth Defense Force                            | Jaleco                          | Jaleco                      | Ianuarie 1992   |
| Super Empire Strikes Back                                    | Sculptured Software             | Lucasarts/JVC               | Octombrie 1993  |
| Super Ghouls 'n Ghosts                                       | Capcom                          | Capcom                      | Noiembrie 1991  |
| Super Goal! 2                                                | Jaleco                          | Jaleco                      | Aprilie 1994    |
| Super Godzilla                                               | Toho                            | Toho                        | Iulie 1994      |
| Super High Impact                                            | Iguana Entertainment            | Acclaim                     | Iunie 1993      |
| Super International Cricket (Europe only)                    | Beam Software                   | Nintendo                    | 1994            |
| Super James Pond                                             | American Softworks              | American Softworks          | Iulie 1993      |
| Super Mario All-Stars                                        | Nintendo                        | Nintendo                    | August 1993     |
| Super Mario All-Stars + Super Mario World                    | Nintendo                        | Nintendo                    | Decembrie 1994  |
| Super Mario Kart                                             | Nintendo                        | Nintendo                    | Septembrie 1992 |
| Super Mario RPG: Legend of the Seven Stars (doar în America) | Square Co., Ltd.                | Nintendo                    | Mai 1996        |
| Super Mario World                                            | Nintendo                        | Nintendo                    | August 1991     |
| Super Mario World 2: Yoshi's Island                          | Nintendo                        | Nintendo                    | Octombrie 1995  |
| Super Metroid                                                | Nintendo                        | Nintendo                    | Aprilie 1994    |
| Super Morph                                                  | Millennium Interactive          | Sony Imagesoft              | 1993            |
| Super Ninja Boy                                              | Culture Brain                   | Culture Brain               | Aprilie 1993    |
| Super Nova                                                   | Taito Software                  | Taito Software              | Decembrie 1993  |
| Super Off Road                                               | Software Creations              | Tradewest                   | Decembrie 1991  |
| Super Off Road: The Baja                                     | Software Creations              | Tradewest                   | Septembrie 1993 |
| Super Pinball: Behind the Mask                               |                                 | Nintendo                    | Noiembrie 1994  |
| Super Play Action Football                                   | Nintendo                        | Nintendo                    | August 1992     |
| Super Punch Out!!                                            | Nintendo                        | Nintendo                    | Octombrie 1994  |
| Super Putty                                                  | System 3                        | U.S. Gold                   | Noiembrie 1993  |
| Super RBI Baseball                                           | Gray Matter                     | Time Warner                 | Iunie 1995      |
| Super Return of the Jedi                                     | Sculptured Software             | Lucas Arts/JVC              | Octombrie 1994  |
| Super R-Type                                                 | Irem                            | Irem                        | Septembrie 1991 |
| Super Scope 6                                                | Nintendo                        | Nintendo                    | Februarie 1992  |
| Super Shadow of the Beast                                    | Psygnosis                       | Psygnosis                   | 1992            |
| Super Slam Dunk                                              | Virgin Interactive              | Virgin Interactive          | Iulie 1993      |
| Super Slap Shot                                              |                                 | Virgin Interactive          | August 1993     |
| Super Smash T.V.                                             | Beam Software                   | Acclaim                     | Februarie 1992  |
| Super Soccer                                                 | Human Entertainment             | Nintendo                    | Mai 1992        |
| Super Soccer Champ                                           | Taito Software                  | Taito Software              | Iunie 1992      |
| Super Solitaire                                              | Extreme Entertainment Group     | Extreme Entertainment Group | Ianuarie 1994   |
| Super Star Wars                                              | Sculptured Software/Lucas Arts  | JVC                         | Noiembrie 1992  |
| Super Street Fighter II: The New Challengers                 | Capcom                          | Capcom                      | Iunie 1994      |
| Super Strike Eagle                                           | MicroProse                      | MicroProse                  | Martie 1993     |
| Super Tennis                                                 | Tokyo Shoseki                   | Nintendo                    | Noiembrie 1991  |
| Super Troll Islands                                          | Kemco                           | American Softworks          | Februarie 1994  |
| Super Turrican                                               | Factor 5                        | Seika Corp.                 | Mai 1993        |
| Super Turrican 2                                             | Factor 5                        | Ocean Software              | Noiembrie 1995  |
| Super Valis IV                                               | Telenet Japan                   | Atlus                       | Februarie 1993  |
| Super Widget                                                 | Atlus                           | Atlus                       | Septembrie 1993 |
| Suzuka 8 Hours                                               | Namco                           | Namco                       | Mai 1994        |
| Syndicate, The                                               | Bullfrog Productions            | Ocean Software              | Decembrie 1995  |

## T
| Titlu                                             | Producător                    | Editor                 | Data lansării   |
| ------------------------------------------------- | ----------------------------- | ---------------------- | --------------- |
| Taz-Mania                                         | Visual Concepts               | Sunsoft                | Mai 1993        |
| Tecmo Secret of the Stars                         | Tecmo                         | Tecmo                  | Iulie 1995      |
| Tecmo Super Baseball                              | Tecmo                         | Tecmo                  | Septembrie 1994 |
| Tecmo Super Bowl                                  | Tecmo                         | Tecmo                  | Noiembrie 1993  |
| Tecmo Super Bowl 2                                | Tecmo                         | Tecmo                  | Ianuarie 1995   |
| Tecmo Super Bowl 3                                | Tecmo                         | Tecmo                  | Octombrie 1995  |
| Tecmo Super NBA Basketball                        | Tecmo                         | Tecmo                  | Martie 1993     |
| Teenage Mutant Ninja Turtles IV: Turtles in Time  | Konami                        | Konami                 | August 1992     |
| Teenage Mutant Ninja Turtles: Tournament Fighters | Konami                        | Konami                 | Decembrie 1993  |
| Terranigma                                        | Quintet                       | Nintendo               | 1996            |
| Terminator                                        | Mindscape                     | Mindscape              | Aprilie 1993    |
| Terminator 2: The Arcade Game                     | Probe Entertainment           | Acclaim                | Februarie 1994  |
| Terminator 2: Judgment Day                        | Bits Studios                  | LJN                    | Noiembrie 1993  |
| Test Drive 2: The Duel                            | Distinctive Software          | Accolade               | Decembrie 1992  |
| Tetris & Dr. Mario                                | Nintendo                      | Nintendo               | Decembrie 1994  |
| Tetris 2                                          | Bullet Proof Software         | Nintendo               | August 1994     |
| Tetris Attack                                     | Intelligent Systems           | Nintendo               | August 1996     |
| Thomas the Tank Engine & Friends                  | Software Creations            | THQ                    | Septembrie 1993 |
| Thunder Spirits                                   | Technosoft                    | Seika Corp.            | Iunie 1992      |
| The Tick                                          | Software Creations            | Fox Interactive        | Decembrie 1994  |
| Time Cop                                          | Cryo Interactive              | JVC                    | Aprilie 1995    |
| Time Slip                                         | Sales Curve Interactive       | Vic Tokai              | Noiembrie 1993  |
| Time Trax                                         |                               | THQ                    | Aprilie 1994    |
| Timon & Pumbaa's Jungle Games                     | Tiertex                       | THQ                    | Noiembrie 1996  |
| Tin Star                                          | Software Creations            | Nintendo               | Noiembrie 1994  |
| Tintin: Prinsoners of the Sun (Europe only)       | Infogrames                    | Infogrames             | 1997            |
| Tintin in Tibet (Europe only)                     | Infogrames                    | Infogrames             | 1995            |
| Tiny Toon Adventures: Buster Busts Loose          | Konami                        | Konami                 | Februarie 1993  |
| Tiny Toon Adventures: Wacky Sports Challenge      | Konami                        | Konami                 | Noiembrie 1994  |
| TKO Super Championship Boxing                     |                               | Sofel                  | Octombrie 1992  |
| TNN Bass Tournament of Champions                  |                               | American Softworks     | Noiembrie 1994  |
| Tom and Jerry                                     | Riedel Software Productions   | Hi Tech Expressions    | Aprilie 1993    |
| Tommy Moe's Winter Extreme: Skiing & Snowboarding | Loriciel                      | Electro Brain          | Iunie 1994      |
| Tony Meola's Sidekick Soccer                      | Sculptured Software           | Electro Brain          | Noiembrie 1993  |
| Top Gear                                          | Gremlin Graphics Software Ltd | KEMCO                  | Aprilie 1992    |
| Top Gear 2                                        | Gremlin Graphics Software Ltd | KEMCO                  | Septembrie 1993 |
| Top Gear 3000                                     | Gremlin Graphics Software Ltd | KEMCO                  | Februarie 1995  |
| Total Carnage                                     | Black Pearl Software          | Malibu Games           | Noiembrie 1993  |
| Toy Story                                         | Traveller's Tales             | Disney Interactive     | Decembrie 1995  |
| Toys: Let the Toy Wars begin!                     | Absolute Entertainment        | Absolute Entertainment | Aprilie 1993    |
| Troddlers                                         | Atod                          | Seika Corp.            | Octombrie 1993  |
| Troy Aikman NFL Football                          | Tradewest                     | Tradewest              | August 1994     |
| True Golf: Wicked 18                              | T&E Soft                      | Bullet Proof Software  | Octombrie 1993  |
| True Golf Classics: Pebble Beach Golf Links       | T&E Soft                      | T&E Soft               | Aprilie 1992    |
| True Golf Classics: Waialae Country Club          | T&E Soft                      | T&E Soft               | Noiembrie 1991  |
| True Lies                                         | LJN                           | LJN                    | Februarie 1995  |
| Tuff-E-Nuff                                       | Jaleco                        | Jaleco                 | Septembrie 1993 |
| Turn and Burn: No-Fly Zone                        | Absolute Entertainment        | Absolute Entertainment | Februarie 1994  |
| Twisted Tales of Spike McFang                     | Red Entertainment             | Bullet Proof Software  | Iunie 1994      |

## U
| Titlu                            | Producător                | Editor               | Data lansării   |
| -------------------------------- | ------------------------- | -------------------- | --------------- |
| U.N. Squadron                    | Capcom                    | Capcom               | Septembrie 1991 |
| Ultima: Runes of Virtue II       | Origin Systems            | FCI                  | Noiembrie 1994  |
| Ultima: The False Prophet        | Origin Systems            | FCI                  | Aprilie 1994    |
| Ultima: The Black Gate           | Origin Systems            | FCI                  | Noiembrie 1994  |
| Ultimate Fighter (game)          | Culture Brain             | Culture Brain        | Iunie 1994      |
| Ultimate Mortal Kombat 3         | Avalanche Software        | Midway               | Octombrie 1996  |
| Ultraman: Towards the Future     | Bandai                    | Bandai               | Octombrie 1991  |
| Uncharted Waters                 | Koei                      | Koei                 | Ianuarie 1993   |
| Uncharted Waters: New Horizons   | Koei                      | Koei                 | Octombrie 1994  |
| Uniracers (Unirally in Europe)   | DMA Design                | Nintendo             | Decembrie 1994  |
| Untouchables                     | Ocean Software            | Ocean Software       | August 1994     |
| Urban Strike                     | Granite Bay Software      | Black Pearl Software | Noiembrie 1995  |
| Utopia: The Creation of a Nation | Gremlin Graphics Software | Jaleco               | Septembrie 1993 |

## V
| Titlu          | Producător          | Editor        | Data lansării   |
| -------------- | ------------------- | ------------- | --------------- |
| Vegas Stakes   | HAL Laboratory      | Nintendo      | Mai 1993        |
| Virtual Soccer | Probe Entertainment | Hudson Soft   | 1993            |
| Vortex         | Argonaut Games      | Electro Brain | Septembrie 1994 |

## W
| Titlu                                   | Producător               | Editor                  | Data lansării   |
| --------------------------------------- | ------------------------ | ----------------------- | --------------- |
| War 2410                                | Advanced Productions     | Advanced Productions    | Decembrie 1995  |
| War 3010: The Revolution                | Advanced Productions     | Advanced Productions    | Octombrie 1996  |
| Wario's Woods                           | Nintendo                 | Nintendo                | Decembrie 1994  |
| Warlock                                 | Realtime Associates      | LJN                     | Martie 1995     |
| Warp Speed                              | Accolade (companie)      | Accolade                | Decembrie 1992  |
| Waterworld (Europe only)                | Ocean                    | Ocean                   | 1995            |
| Wayne Gretzky Hockey NHLPA All-Stars    | Time Warner Interactive  | Time Warner Interactive | Decembrie 1995  |
| Wayne's World                           | Gray Matter Interactive  | THQ                     | Aprilie 1993    |
| WCW: Super Brawl Wrestling              | Beam Software            | FCI                     | Noiembrie 1994  |
| Weaponlord                              | Visual Concepts          | Namco                   | Septembrie 1995 |
| We're Back!: A Dinosaur Story           | Visual Concepts          | Hi Tech Expressions     | Noiembrie 1993  |
| Wheel of Fortune: Featuring Vanna White | Imagitec Design          | GameTek                 | Septembrie 1992 |
| Wheel of Fortune Deluxe!                | Imagitec Design          | GameTek                 | Aprilie 1994    |
| Where in the World is Carmen Sandiego   | Broderbund               | Hi Tech Expressions     | Iunie 1993      |
| Where in Time is Carmen Sandiego        | Broderbund               | Hi Tech Expressions     | Mai 1993        |
| Whizz                                   | Flair                    | Titus Software          | Noiembrie 1996  |
| Wild CATS                               | Beam Software            | Playmates               | Noiembrie 1995  |
| Wild Guns                               | Natsume                  | Natsume                 | Iulie 1995      |
| Wild Snake                              | Manley & Associates      | Spectrum Holobyte       | Septembrie 1994 |
| Williams Arcade's Greatest Hits         | Digital Eclipse Software | Midway                  | Octombrie 1996  |
| Wing Commander                          | Origin Systems           | Mindscape               | Noiembrie 1992  |
| Wing Commander: The Secret Missions     | Origin Systems           | Mindscape               | Septembrie 1993 |
| Wings 2 (Blazing Skies in Europe)       | Namco                    | Namco                   | Octombrie 1992  |
| Winter Gold (Europe only)               | Nintendo                 | Nintendo                | Noiembrie 1996  |
| Winter Olympic Games: Lillehammer '94   | U.S. Gold                | U.S. Gold               | Februarie 1994  |
| Wizard of Oz                            | Seta                     | Seta                    | Octombrie 1993  |
| Wizardry V: Heart of the Maelstrom      | ASCII Entertainment      | Capcom                  | Aprilie 1994    |
| Wolfchild                               | Core Design              | Virgin Interactive      | Iunie 1993      |
| Wolfenstein 3D                          | Imagineer                | Imagineer               | Martie 1994     |
| Wolverine: Adamantium Rage              | BITS Studios             | LJN                     | Noiembrie 1994  |
| Wordtris                                | Bullet-Proof Software    | Spectrum Holobyte       | Noiembrie 1992  |
| World Class Rugby                       | Audiogenic               | Imagineer               |                 |
| World Cup Striker (Europe only)         | Rage Software            | Elite                   | Iulie 1994      |
| World Cup USA 94                        | U.S. Gold                | U.S. Gold               | Iunie 1994      |
| World Heroes                            | Sunsoft                  | Sunsoft                 | Septembrie 1993 |
| World Heroes 2                          | Takara                   | Takara                  | August 1994     |
| World League Soccer                     |                          | Mindscape               | Aprilie 1992    |
| World Soccer 94 Road to Glory           |                          | Atlus                   | Decembrie 1993  |
| Worms (computer game)                   | Team 17                  | Ocean Software          | 1994            |
| WWF RAW                                 | Sculptured Software      | LJN                     | Noiembrie 1994  |
| WWF Royal Rumble                        | Sculptured Software      | LJN                     | Iunie 1993      |
| WWF Super Wrestlemania                  | Acclaim Entertainment    | LJN                     | Martie 1992     |
| WWF Wrestlemania: The Arcade Game       | Iguana Enterrtainment    | Acclaim Entertainment   | Noiembrie 1995  |

## X
| Titlu                    | Producător | Editor     | Data lansării  |
| ------------------------ | ---------- | ---------- | -------------- |
| Xardion                  | Asmik Ace  | Asmik Ace  | Aprilie 1992   |
| X-Kaliber 2097           | Tosiba Emi | Activision | Februarie 1994 |
| X-Men: Mutant Apocalypse | Capcom     | Capcom     | Noiembrie 1994 |
| X-Zone                   | Kemco      | Kemco      | Noiembrie 1992 |

## Y
| Titlu                     | Producător            | Editor             | Data lansării   |
| ------------------------- | --------------------- | ------------------ | --------------- |
| Yoshi's Cookie            | Bullet Proof Software | Nintendo           | Iunie 1993      |
| Yoshi's Safari            | Nintendo              | Nintendo           | Septembrie 1993 |
| Young Merlin              | Westwood Studios      | Virgin Interactive | Martie 1994     |
| Ys III: Wanderers From Ys | Tonkin House          | American Sammy     | Ianuarie 1992   |

## Z
| Titlu                                        | Producător                | Editor           | Data lansării   |
| -------------------------------------------- | ------------------------- | ---------------- | --------------- |
| Zero the Kamikaze Squirrel                   | Iguana Entertainment      | Sunsoft          | Noiembrie 1994  |
| Zombies Ate My Neighbors (Zombies in Europe) | LucasArts                 | Konami           | Septembrie 1993 |
| Zool                                         | Gremlin Graphics Software | GameTek          | Ianuarie 1994   |
| Zoop                                         | Hookstone Ltd.            | Viacom New Media | Ianuarie 1996   |